# Kartlis Deda
Kartlis Deda (georgià: ქართვლის დედა; Mare de Kartvel o Mare dels Georgians) és un monument a Tbilisi, la capital de Geòrgia.
L'estàtua es va erigir al cim del turó Sololaki el 1958, l'any que Tbilisi va celebrar el seu 1500è aniversari. El destacat escultor georgià Elguja Amashukeli va dissenyar la figura d'alumini de vint metres d'una dona amb vestit nacional georgià.

## Simbolisme
Simbolitza el caràcter nacional georgià: a la mà esquerra sosté una copa de vi per saludar els que venen com a amics, i a la mà dreta té una espasa per als que venen com a enemics.

## Història

Kartlis Deda - lateral

El 1966, Elguja Amashukeli va rebre el Premi Estatal Shota Rustaveli per aquesta escultura. Va anomenar l'estàtua "Capital", i comunament va ser coneguda com a "Mare de Kartvel". Els accessoris de l'escultura, la copa amb vi i l'espasa, són una expressió de la història de la ciutat de Tbilisi, les batalles interminables amb els enemics i l'acollida d'hostes amables.
L'estàtua original erigida al turó de Sololaki el 1958 era una estàtua al·legòrica de fusta que decoraria temporalment la capital. Més tard es va decidir que es convertís en permanent i la textura de fusta es va cobrir amb alumini el 1963 per limitar els danys ambientals. El 1997, l'antiga estàtua va ser substituïda per una de nova.